# Pièces de monnaie en leu roumain
Les pièces de monnaie roumaines sont une des représentations physiques, avec les billets de banque, de la monnaie de Roumanie.

## L'unité monétaire roumaine
Le nouveau leu roumain (RON)  est la devise de la Roumanie depuis le 1er juillet 2005, date à laquelle il remplace l'ancien leu à une parité de 1/10 000.
Les pièces et billets en ancien leu roumain (ROL) sont retirés complètement de la circulation depuis le 31 décembre 2006.
Le leu roumain est divisé en 100 bani.

## Les pièces de monnaie de Roumanie
La banque de Roumanie est seule responsable pour le design et l'impression des pièces de monnaie. La frappe des pièces de monnaie roumaines est l'activité principale de la Monetaria Statului (la Monnaie d'État roumaine).

### La série de la République Socialiste de Roumanie (1966-1989)
Nicolae Ceaușescu devient premier secrétaire du parti des travailleurs de Roumanie en 1965. Il fait voter une nouvelle constitution le 21 août 1965 qui donne naissance à la République socialiste de Roumanie.

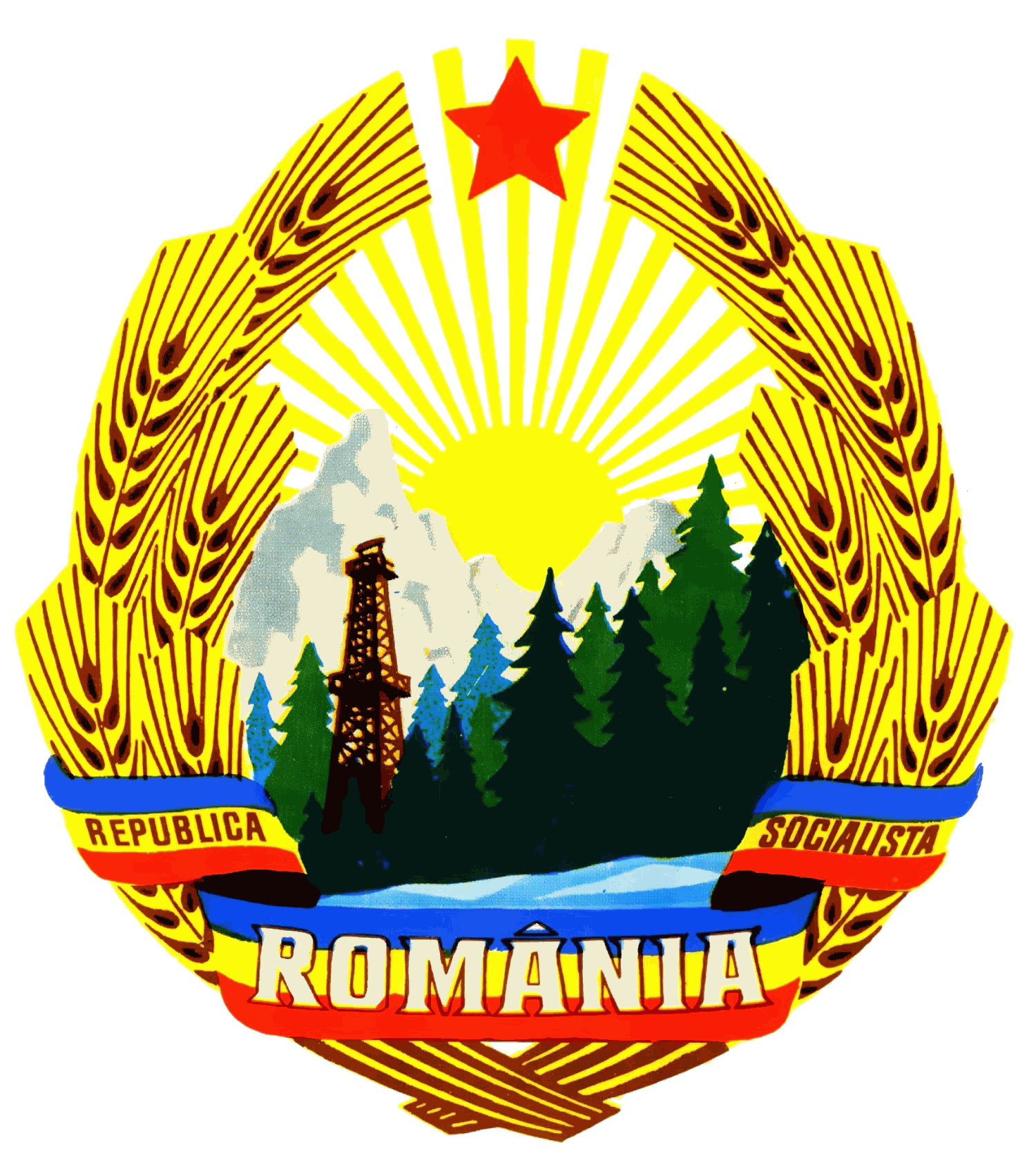

Une nouvelle série de pièces est frappée dès 1966. Ces pièces portent les signes de cette nouvelle république : la mention REPUBLICA SOCIALISTA ROMANIA et le blason de la république socialiste (voir image).
La série comporte 5 modèles de pièces (5, 15, 25 bani et de 1 leu et 3 lei), en acier plaqué nickel.
Dans les années 1970, les pièces de 5, 15 et 25 bani seront frappées en aluminium, tandis qu'une pièce de 5 lei complétera la série.
| Valeur  | Paramètres techniques | Paramètres techniques | Paramètres techniques | Description | Description                                                     | Description | Millésimes |
| Valeur  | Diamètre              | Poids                 | Composition           | Avers | Revers                                                          | Artiste     | Millésimes |
| ------- | --------------------- | --------------------- | --------------------- | --- | --------------------------------------------------------------- | ----------- | ---------- |
| 5 bani  | 16 mm                 | 1,7 g                 | acier plaqué nickel   | le blason de la République Socialiste de Roumanie entouré de la mention REPUBLICA SOCIALISTA ROMANIA et le millésime | la valeur faciale 5 BANI                                        |             | 1966       |
| 15 bani | 19,5 mm               | 2,88 g                | acier plaqué nickel   | le blason de la République Socialiste de Roumanie entouré de la mention REPUBLICA SOCIALISTA ROMANIA et le millésime | la valeur faciale 15 BANI entouré de deux branches d'olivier    |             | 1966       |
| 25 bani | 22,0 mm               | 3,38 g                | acier plaqué nickel   | le blason de la République Socialiste de Roumanie entouré de la mention REPUBLICA SOCIALISTA ROMANIA et le millésime | la valeur faciale 25 BANI devant un tracteur et des épis de blé |             | 1966       |
| 1 leu   | 24,6 mm               | 5,06 g                | acier plaqué nickel   | le blason de la République Socialiste de Roumanie entouré de la mention REPUBLICA SOCIALISTA ROMANIA et le millésime | la valeur faciale 1 LEU devant un tracteur et un soleil         |             | 1966       |
| 3 lei   | 27,0 mm               | 5,86 g                | acier plaqué nickel   | le blason de la République Socialiste de Roumanie entouré de la mention REPUBLICA SOCIALISTA ROMANIA et le millésime | la valeur faciale 3 LEI devant une raffinerie                   |             | 1966       |

### La série de la République de Roumanie (1991-2005)
À la suite de la chute de Nicolae Ceaușescu, un référendum institue en 1991 un régime parlementaire, une république présidentielle.
À signaler deux pièces particulières :
| Valeur | Paramètres techniques | Paramètres techniques | Paramètres techniques | Description                                                                                             | Description                                                       | Description | Millésimes |
| Valeur | Diamètre              | Poids                 | Composition           | Avers                                                                                                   | Revers                                                            | Artiste     | Millésimes |
| ------ | --------------------- | --------------------- | --------------------- | --- | ----------------------------------------------------------------- | ----------- | ---------- |
| 1 leu  | 19,0 mm               | 2,50 g                | acier plaqué cuivre   | l'insigne de la Banque Nationale de Roumanie, la mention ROMANIA, le millésime et des feuilles de chêne | la valeur faciale 1 LEU, des feuilles de chêne et des épis de blé |             | 1992       |
| 10 lei | 23,0 mm               | 4,65 g                | acier plaqué nickel   | un drapeau et un épi de blé, avec les mentions ROMANIA et 22 DECEMBRIE 1989.                            | la valeur faciale 10 LEI, deux branches d'olivier et le millésime |             | 1990       |

Une nouvelle série de pièces est mise en circulation début 1992.
Cette série comprend six pièces (1 leu, 5 lei, 10 lei, 20 lei, 50 lei et 100 lei).
Sur ces pièces figurent soit les armoiries de la Roumanie, soit des personnages historiques.
| Valeur  | Paramètres techniques | Paramètres techniques | Paramètres techniques | Description                                                                        | Description                                                                  | Description | Millésimes |
| Valeur  | Diamètre              | Poids                 | Composition           | Avers                                                                              | Revers                                                                       | Artiste     | Millésimes |
| ------- | --------------------- | --------------------- | --------------------- | ---------------------------------------------------------------------------------- | ---------------------------------------------------------------------------- | ----------- | ---------- |
| 1 leu   | 19 mm                 | 2,50 g                | acier plaqué cuivre   | le blason de la Roumanie et le millésime                                           | la valeur faciale 1 LEU et la mention ROMANIA                                |             | 1993       |
| 5 lei   | 21 mm                 | 3,35 g                | acier plaqué acier    | le blason de la Roumanie et le millésime                                           | la valeur faciale 5 LEI et la mention ROMANIA entre des feuilles de chêne.   |             | 1992-2004  |
| 10 lei  | 23 mm                 | 5,00 g                | acier plaqué acier    | le blason de la Roumanie et le millésime                                           | la valeur faciale 10 LEI et la mention ROMANIA entre des branches d'olivier. |             | 1992-2004  |
| 20 lei  | 24 mm                 | 5,00 g                | acier plaqué laiton   | le buste d'Étienne III le Grand, son nom Stefan Cel Mare et la mention ROMANIA     | la valeur faciale 20 LEI et la mention ROMANIA sur des branches de chêne.    |             | 1991-2004  |
| 50 lei  | 26 mm                 | 5,90 g                | acier plaqué laiton   | le buste de Alexandre Jean Cuza, son nom ALEXANDRU IOAN CUZA et la mention ROMANIA | la valeur faciale 50 LEI et la mention ROMANIA sur des branches de laurier.  |             | 1991-2004  |
| 100 lei | 29 mm                 | 8,75 g                | acier plaqué nickel   | le buste de Mihai Viteazul, son nom Mihai Viteazul et la mention ROMANIA           | la valeur faciale 100 LEI et le millésime                                    |             | 1991       |

Cependant avec l'inflation de nouvelles pièces sont mises en circulation (500 lei en 1999, 1000 lei en 2000 et 5000 lei en 2001), tandis que les pièces de petites valeurs sont progressivement retirées de la circulation.
| Valeur                 | Paramètres techniques | Paramètres techniques | Paramètres techniques | Description                                                                              | Description                                                          | Description | Millésimes |
| Valeur                 | Diamètre              | Poids                 | Composition           | Avers                                                                                    | Revers                                                               | Artiste     | Millésimes |
| ---------------------- | --------------------- | --------------------- | --------------------- | ---------------------------------------------------------------------------------------- | -------------------------------------------------------------------- | ----------- | ---------- |
| 500 lei Image:L500.jpg | 25 mm                 | 3,70 g                | aluminium             | le blason de la Roumanie et le millésime                                                 | la valeur faciale 500 LEI et la mention ROMANIA                      |             | 1999       |
| 1000 lei               | 22 mm                 | 2,00 g                | aluminium             | le buste de Constantin Brancoveanu, son nom CONSTANTIN BRANCOVEANU et la mention ROMANIA | la valeur faciale 1000 LEI, le blason de la Roumanie et le millésime |             | 2000       |
| 5000 lei               | 24 mm                 | 2,50 g                | aluminium             | le blason de la Roumanie et le millésime                                                 | la valeur faciale 5000 LEI et la mention ROMANIA                     |             | 2001       |

### La quatrième série
À la suite de la réforme monétaire du 1er juillet 2005 le Nouveau leu roumain est mis en service et une nouvelle série de pièces est frappée.
Cette série comprend quatre pièces (1 ban, 5 bani, 10 bani et 50 bani), toutes de compositions différentes.
Sur toutes les pièces figurent les armoiries de la Roumanie et la mention ROMANIA
| Valeur | Paramètres techniques | Paramètres techniques | Paramètres techniques  | Description                                                  | Description               | Description | Millésimes |
| Valeur | Diamètre              | Poids                 | Composition            | Avers                                                        | Revers                    | Artiste     | Millésimes |
| ------ | --------------------- | --------------------- | ---------------------- | ------------------------------------------------------------ | ------------------------- | ----------- | ---------- |
|        | 16,75 mm              | 2,40 g                | laiton                 | le blason de la Roumanie, la mention ROMANIA et le millésime | la valeur faciale 1 BAN   |             | 2005-      |
|        | 18,25 mm              | 2,78 g                | acier plaqué cuivre    | le blason de la Roumanie, la mention ROMANIA et le millésime | la valeur faciale 5 BANI  |             | 2005-      |
|        | 20,5 mm               | 4,00 g                | acier plaqué nickel    | le blason de la Roumanie, la mention ROMANIA et le millésime | la valeur faciale 10 BANI |             | 2005-      |
|        | 23,75 mm              | 6,10 g                | 80 % Cu 15 % Zn 5 % Ni | le blason de la Roumanie, la mention ROMANIA et le millésime | la valeur faciale 50 BANI |             | 2005-      |